# Chloroselas mazoensis
Chloroselas mazoensis is een vlinder uit de familie van de Lycaenidae. De wetenschappelijke naam van de soort is voor het eerst gepubliceerd in 1898 door Roland Trimen.
De soort komt voor in de droge savannen van Tanzania, Zambia, Zimbabwe, Botswana, Zuid-Afrika en Swaziland.